# وان ولز فارگو سنتر
وان ولز فارگو سنتر، (به انگلیسی: One Wells Fargo Center) آسمان‌خراش ۴۲ طبقه به ارتفاع ۱۷۹ متر، با کاربری اداری است، که در شهر شارلوت، کارولینای شمالی، ایالات متحده آمریکا مستقر می‌باشد. پروژه ساخت این ساختمان در سال ۱۹۸۵ آغاز شد و در سال ۱۹۸۸ تکمیل و افتتاح گردید.